# 罗洛 (索姆省)
罗洛（法語：Rollot，法語發音：[ʁɔlo]）是法国上法蘭西大區索姆省的一个市镇，属于蒙迪迪耶区。

## 地理
罗洛（49°35'29"N, 2°39'14"E）面积12 平方千米，位于法国上法蘭西大區索姆省，该省份为法国北部沿海省份，北起加来海峡省和北部省，西接滨海塞纳省和大西洋英吉利海峡，南至瓦兹省，东临埃纳省。
与罗洛接壤的市镇（或旧市镇、城区）包括：布洛涅拉格拉斯、库尔塞勒埃帕耶勒、勒弗雷图瓦-沃、安维莱尔、莫尔特梅尔、皮耶讷翁维莱尔。

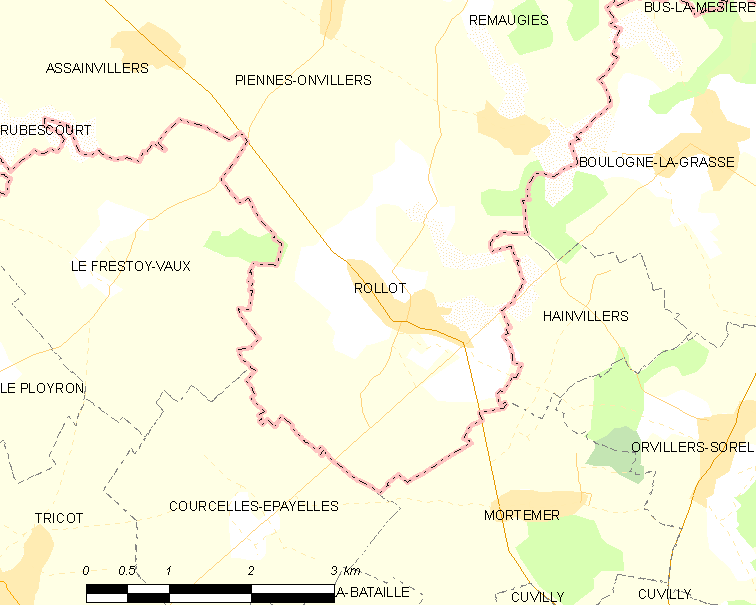
的OSM定位图

罗洛的时区为UTC+01:00、UTC+02:00（夏令时）。

## 行政
罗洛的邮政编码为80500，INSEE市镇编码为80678。

## 政治
罗洛所属的省级选区为鲁瓦县。

## 人口

1962-2008年间人口变化图示

罗洛于2022年1月1日时的人口数量为768人。